# Veleposlanstvo Argentine u Moskvi
Veleposlanstvo Argentine u Moskvi predstavlja diplomatsko predstavništvo Argentinske Republike u Ruskoj Federaciji. Nalazi se u moskovskoj Boljšaja Ordinki u okrugu Jakimanka. Sami diplomatski odnosi između te dvije države uspostavljeni su 22. listopada 1885.
Zgrada veleposlanstva je izgrađena u ampirskom stilu a dovršena je u razdoblju između 1823. i 1824. kao dom udovice Nadežde Lobanove. Ona je živjela ondje do 1835. a od 1859. građevina je u vlasništvu obitelji Pugovkin. Tada je pročelje zgrade promijenjeno u eklekticistički stil. Trgovac Kulešov postaje njenim novim vlasnikom 1907. godine.
Tijekom moderne povijesti, zgrada je služila kao diplomatsko predstavništvo veleposlanstva Ruande dok od 2007. postaje diplomatsko predstavništvo Argentine.

## Vanjske poveznice
|  | Zajednički poslužitelj ima još gradiva o temi Veleposlanstvo Argentine u Moskvi |